# Vicegovernatore dell'Alabama
Il Vicegovernatore dell'Alabama (in inglese: Lieutenant Governor of Alabama) è la seconda carica costituzionale dello Stato dell'Alabama dopo il Governatore. Secondo la Costituzione dell'Alabama succede al Governatore qualora egli muoia, si dimetta o sia sottoposto ad impeachment.
Il suo mandato dura 4 anni ed è rinnovabile per una sola volta. A differenza della maggior parte degli altri Stati, Il Vicegovernatore viene eletto dai cittadini separatamente dal Governatore. I due, perciò, possono essere di partiti differenti.
Il Vicegovernatore è al contempo Presidente del Senato dell'Alabama. L'attuale detentore della carica è il repubblicano Will Ainsworth, insediatosi nel 2019.